# Sanyo-lijn
De Sanyō-hoofdlijn (山陽本線, Sanyō-honsen) is de belangrijkste JR-treinlijn in het westen van Japan. Deze lijn verbindt Kobe (Station Kobe) met Kitakyushu (Station Moji). De lijn loopt grotendeels parallel met de kust van de Japanse Binnenzee. De Sanyō Shinkansen loopt sinds 1972 parallel met deze lijn. De naam Sanyō is afgeleid van de voormalige regio en het vroegere circuit San'yodo, de weg langs de zuidelijke zijde van de bergen.
De Sanyō-lijn wordt geëxploiteerd door twee JR-maatschappijen.
- JR West : (Kōbe-Shimonoseki), 528,1 km.
- JR Kyushu: (Shimonoseki-Moji), 6,3 km.

De Wadamisaki-lijn, een korte lijn (2,7 km) tussen de stations Hyōgo en Wadamisaki in Kōbe maakt feitelijk ook deel uit van de Sanyō-lijn. Een sectie van de lijn die een verbinding maakt met de Kitakyushu Freight Terminal is eveneens een deel van de Sanyō-lijn.
De totale afstand van de lijn bedraagt 537,1 km. Er zijn 118 stations voor passagiers en 5 stations voor vrachtvervoer. Sommige stations worden zowel voor passagiers- als goederenvervoer gebruikt. Op het traject rijden stoptreinen, sneltreinen en intercity's, hoewel de diensten per sectie verschillen.

## Stations

### Van Himeji naar Mihara
De snelste verbinding tussen deze twee steden is de Rapid Sun Liner.
| Station          | Japans     | Verbindingen                                                                                               | Wijk/Stad           | Prefectuur |
| ---------------- | ---------- | --- | ------------------- | ---------- |
| Himeji           | 姫路       | JR West: Sanyo Shinkansen, Bantan-lijn, Kishin-lijn, JR Kobe-lijn Sanyō: Sanyo-lijn (station Sanyō Himeji) | Himeji              | Hyōgo      |
| Agaho            | 英賀保     | | Himeji              | Hyōgo      |
| Harima-Katsuhara | はりま勝原 | | Himeji              | Hyōgo      |
| Aboshi           | 網干       | | Himeji              | Hyōgo      |
| Tatsuno          | 竜野       | | Tatsuno             | Hyōgo      |
| Aioi             | 相生       | JR West: Akō-lijn, Sanyō Shinkansen                                                                        | Aioi                | Hyōgo      |
| Une              | 有年       | | Akō                 | Hyōgo      |
| Kamigōri         | 上郡       | Chizu Kyūkō: Chizu-lijn                                                                                    | Kamigōri            | Hyōgo      |
| Mitsuishi        | 三石       | | Bizen               | Okayama    |
| Yoshinaga        | 吉永       | | Bizen               | Okayama    |
| Wake             | 和気       | | Wake                | Okayama    |
| Kumayama         | 熊山       | | Akaiwa              | Okayama    |
| Mantomi          | 万富       | | Higashi-ku, Okayama | Okayama    |
| Seto             | 瀬戸       | | Higashi-ku, Okayama | Okayama    |
| Jōtō             | 上道       | | Higashi-ku, Okayama | Okayama    |
| Higashi-Okayama  | 東岡山     | JR West: Akō-lijn                                                                                          | Naka-ku, Okayama    | Okayama    |
| Takashima        | 高島       | | Naka-ku, Okayama    | Okayama    |
| Nishigawara      | 西川原     | | Naka-ku, Okayama    | Okayama    |
| Okayama          | 岡山       | JR West: Sanyō Shinkansen, Kibi-lijn, Tsuyama-lijn, Uno-lijn (Seto Ōhashi-lijn)                            | Kita-ku, Okayama    | Okayama    |
| Kitanagase       | 北長瀬     | | Kita-ku, Okayama    | Okayama    |
| Niwase           | 庭瀬       | | Kita-ku, Okayama    | Okayama    |
| Nakashō          | 中庄       | | Kurashiki           | Okayama    |
| Kurashiki        | 倉敷       | JR West: Hakubi-lijn                                                                                       | Kurashiki           | Okayama    |
| Nishiachi        | 西阿知     | | Kurashiki           | Okayama    |
| Shin-Kurashiki   | 新倉敷     | JR west: Sanyō Shinkansen                                                                                  | Kurashiki           | Okayama    |
| Konkō            | 金光       | | Asakuchi            | Okayama    |
| Kamogata         | 鴨方       | | Asakuchi            | Okayama    |
| Satoshō          | 里庄       | | Satoshō             | Okayama    |
| Kasaoka          | 笠岡       | | Kasaoka             | Okayama    |
| Daimon           | 大門       | | Fukuyama            | Hiroshima  |
| Higashi-Fukuyama | 東福山     | | Fukuyama            | Hiroshima  |
| Fukuyama         | 福山       | JR West: Fukuen-lijn                                                                                       | Fukuyama            | Hiroshima  |
| Bingo-Akasaka    | 備後赤坂   | | Fukuyama            | Hiroshima  |
| Matsunaga        | 松永       | | Fukuyama            | Hiroshima  |
| Higashi-Onomichi | 東尾道     | | Onomichi            | Hiroshima  |
| Onomichi         | 尾道       | | Onomichi            | Hiroshima  |
| Itozaki          | 糸崎       | | Mihara              | Hiroshima  |
| Mihara           | 三原       | JR West: Kure-lijn, Sanyō Shinkansen                                                                       | Mihara              | Hiroshima  |

### Van Mihara naar Iwakuni

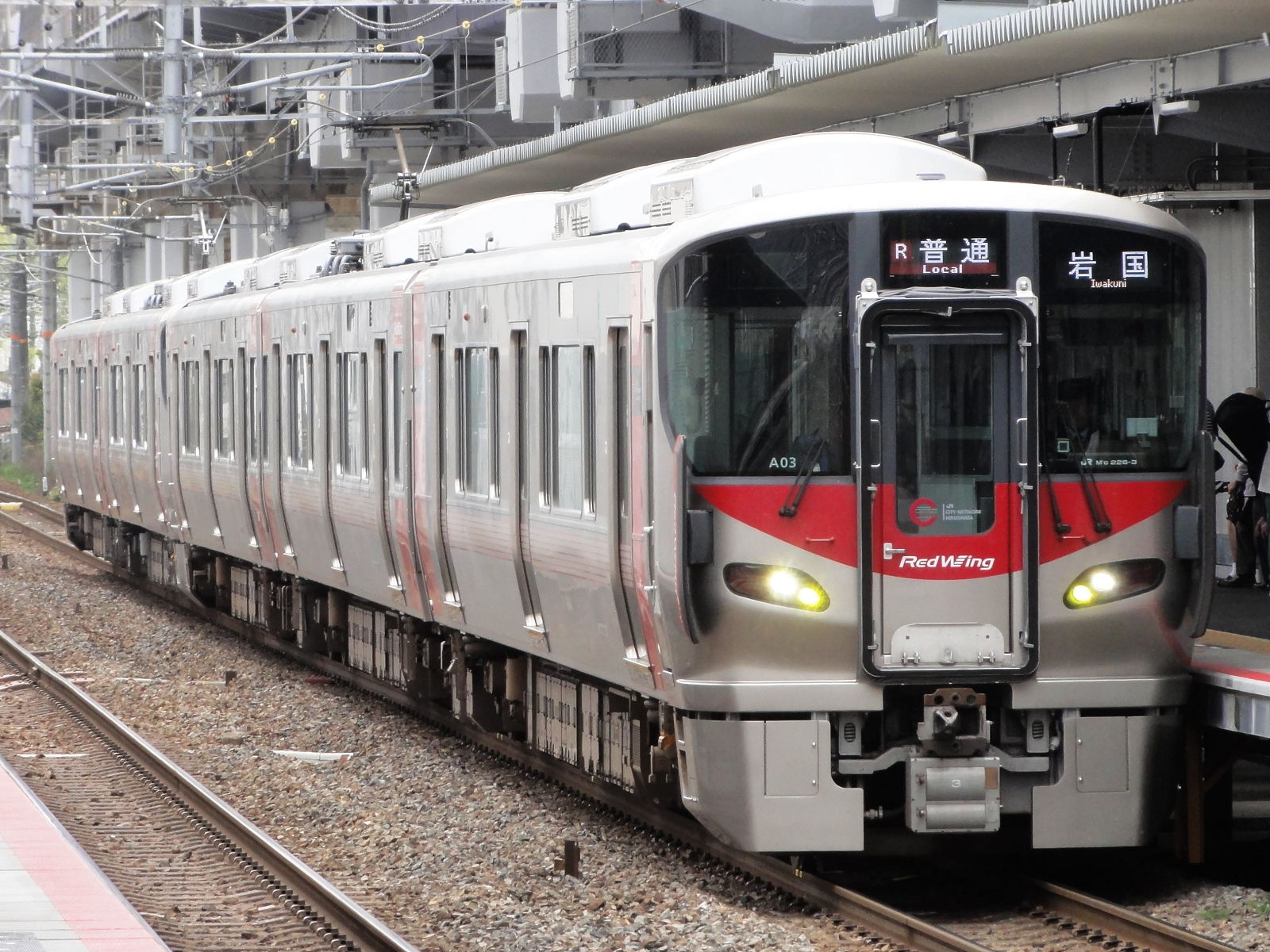
JR-West 227 series EMU

| Station          | Japans   | Verbindingen                                                                | Wijk/Stad            | Prefectuur |
| ---------------- | -------- | --------------------------------------------------------------------------- | -------------------- | ---------- |
| Mihara           | 三原     | JR West: Kure-lijn, Sanyō Shinkansen                                        | Mihara               | Hiroshima  |
| Hongō            | 本郷     |                                                                             | Mihara               | Hiroshima  |
| Kōchi            | 河内     |                                                                             | Higashihiroshima     | Hiroshima  |
| Nyūno            | 入野     |                                                                             | Higashihiroshima     | Hiroshima  |
| Shiraichi        | 白市     |                                                                             | Higashihiroshima     | Hiroshima  |
| Nishitakaya      | 西高屋   |                                                                             | Higashihiroshima     | Hiroshima  |
| Saijō            | 西条     |                                                                             | Higashihiroshima     | Hiroshima  |
| Hachihommatsu    | 八本松   |                                                                             | Higashihiroshima     | Hiroshima  |
| Seno             | 瀬野     | Skyrail: Skyrail Midorizaka-lijn (station Midoriguchi)                      | Aki-ku, Hiroshima    | Hiroshima  |
| Nakanohigashi    | 中野東   |                                                                             | Aki-ku, Hiroshima    | Hiroshima  |
| Aki-Nakano       | 安芸中野 |                                                                             | Aki-ku, Hiroshima    | Hiroshima  |
| Kaitaichi        | 海田市   | JR West: Kure-lijn                                                          | Kaita                | Hiroshima  |
| Mukainada        | 向洋     |                                                                             | Fuchū                | Hiroshima  |
| Tenjingawa       | 天神川   |                                                                             | Minami-ku, Hiroshima | Hiroshima  |
| Hiroshima        | 広島     | JR West: Sanyō Shinkansen, Geibi-lijn Hiroden: hoofdlijn, trams 1, 2,5 en 6 | Minami-ku, Hiroshima | Hiroshima  |
| Yokogawa         | 横川     | JR West: Kabe-lijn Hiroden: Yokogawa-lijn, trams 7 en 8                     | Nishi-ku, Hiroshima  | Hiroshima  |
| Nishi-Hiroshima  | 西広島   | Hiroden: Miyajima-lijn, trams 2 en 3                                        | Nishi-ku, Hiroshima  | Hiroshima  |
| Shin-Inokuchi    | 新井口   |                                                                             | Nishi-ku, Hiroshima  | Hiroshima  |
| Itsukaichi       | 五日市   |                                                                             | Saeki-ku, Hiroshima  | Hiroshima  |
| Hatsukaichi      | 廿日市   |                                                                             | Hatsukaichi          | Hiroshima  |
| Miyauchi-Kushido | 宮内串戸 |                                                                             | Hatsukaichi          | Hiroshima  |
| Ajina            | 阿品     |                                                                             | Hatsukaichi          | Hiroshima  |
| Miyajimaguchi    | 宮島口   | JR Miyajima Veerpont                                                        | Hatsukaichi          | Hiroshima  |
| Maezora          | 前空     |                                                                             | Hatsukaichi          | Hiroshima  |
| Ōnoura           | 大野浦   |                                                                             | Hatsukaichi          | Hiroshima  |
| Kuba             | 玖波     |                                                                             | Ōtake                | Hiroshima  |
| Ōtake            | 大竹     |                                                                             | Ōtake                | Hiroshima  |
| Waki             | 和木     |                                                                             | Waki                 | Yamaguchi  |
| Iwakuni          | 岩国     | JR West: Gantoku-lijn                                                       | Iwakuni              | Yamaguchi  |

### Van Iwakuni naar Moji
| Station          | Japans | Verbindingen                                        | Wijk/Stad           | Prefectuur |
| ---------------- | ------ | --------------------------------------------------- | ------------------- | ---------- |
| JR West          |        |                                                     |                     |            |
| Iwakuni          | 岩国   | JR West: Gantoku-lijn                               | Iwakuni             | Yamaguchi  |
| Minami-Iwakuni   | 南岩国 |                                                     | Iwakuni             | Yamaguchi  |
| Fujū             | 藤生   |                                                     | Iwakuni             | Yamaguchi  |
| Tsuzu            | 通津   |                                                     | Iwakuni             | Yamaguchi  |
| Yū               | 由宇   |                                                     | Iwakuni             | Yamaguchi  |
| Kōjiro           | 神代   |                                                     | Iwakuni             | Yamaguchi  |
| Ōbatake          | 大畠   |                                                     | Yanai               | Yamaguchi  |
| Yanaiminato      | 柳井港 |                                                     | Yanai               | Yamaguchi  |
| Yanai            | 柳井   |                                                     | Yanai               | Yamaguchi  |
| Tabuse           | 田布施 |                                                     | Tabuse              | Yamaguchi  |
| Iwata            | 岩田   |                                                     | Yamaguchi           | Yamaguchi  |
| Shimata          | 島田   |                                                     | Yamaguchi           | Yamaguchi  |
| Hikari           | 光     |                                                     | Yamaguchi           | Yamaguchi  |
| Kudamatsu        | 下松   |                                                     | Kudamatsu           | Yamaguchi  |
| Kushigahama      | 櫛ヶ浜 | JR West: Gantoku-lijn                               | Shūnan              | Yamaguchi  |
| Tokuyama         | 徳山   | JR West: Sanyō Shinkansen                           | Shūnan              | Yamaguchi  |
| Shinnan-yō       | 新南陽 |                                                     | Shūnan              | Yamaguchi  |
| Fukugawa         | 福川   |                                                     | Shūnan              | Yamaguchi  |
| Heta             | 戸田   |                                                     | Shūnan              | Yamaguchi  |
| Tonomi           | 富海   |                                                     | Hōfu                | Yamaguchi  |
| Hōfu             | 防府   |                                                     | Hōfu                | Yamaguchi  |
| Daidō            | 大道   |                                                     | Hōfu                | Yamaguchi  |
| Yotsutsuji       | 四辻   |                                                     | Yamaguchi           | Yamaguchi  |
| Shin-Yamaguchi   | 新山口 | JR West: Sanyō Shinkansen, Yamaguchi-lijn, Ube-lijn | Yamaguchi           | Yamaguchi  |
| Kagawa           | 嘉川   |                                                     | Yamaguchi           | Yamaguchi  |
| Honyura          | 本由良 |                                                     | Yamaguchi           | Yamaguchi  |
| Kotō             | 厚東   |                                                     | Ube                 | Yamaguchi  |
| Ube              | 宇部   | JR West: Ube-lijn                                   | Ube                 | Yamaguchi  |
| Onoda            | 小野田 | JR West: Onoda-lijn                                 | Sanyō-Onoda         | Yamaguchi  |
| Asa              | 厚狭   | JR West: Sanyō Shinkansen, Mine-lijn                | Sanyō-Onoda         | Yamaguchi  |
| Habu             | 埴生   |                                                     | Sanyō-Onoda         | Yamaguchi  |
| Ozuki            | 小月   |                                                     | Shimonoseki         | Yamaguchi  |
| Chōfu            | 長府   |                                                     | Shimonoseki         | Yamaguchi  |
| Shin-Shimonoseki | 新下関 | JR West: Sanyō Shinkansen                           | Shimonoseki         | Yamaguchi  |
| Hatabu           | 幡生   | JR West: San'in-lijn                                | Shimonoseki         | Yamaguchi  |
| Shimonoseki      | 下関   |                                                     | Shimonoseki         | Yamaguchi  |
| JR Kyūshū        |        |                                                     |                     |            |
| Shimonoseki      | 下関   |                                                     | Shimonoseki         | Yamaguchi  |
| Moji             | 門司   | JR Kyūshū: Kagoshima-lijn                           | Moji-ku, Kitakyūshū | Fukuoka    |

## Geschiedenis
Net als vele lange spoorlijnen in Japan is de Sanyō-lijn stapsgewijs aangelegd. Het eerste gedeelte, tussen Kōbe en Akashi werd in 1888 geopend. De lijn werd geleidelijk aan naar het westen verlengd, totdat Shimonoseki in 1901 werd bereikt. Na de nationalisering van de Japanse spoorwegen kreeg de spoorlijn de naam Sanyo-hoofdlijn (山陽本線, Sanyō-honsen). In 1942 kwam de verbinding met Kyūshū tot stand, waarmee de lijn haar huidige vorm kreeg.